# Rombicosidodecaedro parabigirato
In geometria solida, il rombicosidodecaedro parabigirato è un poliedro con 62 facce che può essere costruito, come intuibile dal suo nome, ruotando di 36° due delle cupole pentagonali opposte che possono essere individuate sulla superficie di un rombicosidodecaedro.

## Caratteristiche
Il rombicosidodecaedro parabigirato è uno dei 92 solidi di Johnson, in particolare quello indicato come J73, ossia un poliedro strettamente convesso avente come facce dei poligoni regolari ma comunque non appartenente alla famiglia dei poliedri uniformi, ed è il nono di una serie di diciannove solidi archimedei modificati tutti facenti parte dei solidi di Johnson.
Per quanto riguarda i 60 vertici di questo poliedro, su ognuno di essi incidono una faccia pentagonale, due quadrate e una triangolare.

## Formule
Considerando un rombicosidodecaedro parabigirato avente come facce dei poligoni regolari aventi lato di lunghezza {\displaystyle a}, le formule per il calcolo del volume {\displaystyle V} e della superficie {\displaystyle A} risultano essere:
{\displaystyle V={\frac {a^{3}}{3}}\left(60+29{\sqrt {5}}\right)\approx 41,6153238\ldots a^{3};}
{\displaystyle A=\left(30+5{\sqrt {3}}+3{\sqrt {25+10{\sqrt {5}}}}\right)a^{2}\approx 59,3059828\ldots a^{2}.}

## Poliedri correlati
Ruotando di 36° anche un'altra delle cupole pentagonali individuabili sulla superficie del rombicosidodecaedro parabigirato, purché non adiacente a nessuna di quelle già ruotate, si ottiene il rombicosidodecaedro trigirato, anch'esso facente parte dei solidi di Johnson.